# Ш (паровоз)
Паровоз Ш — серия русских товарных паровозов. Спроектирован В. Лопушинским для частной Владикавказской дороги.
Единственный в России и редкий в мировой практике случай использования блочных цилиндров при листовой раме. Был создан на основе конструкции паровозов серии Ц, после на его базе был создан паровоз серии Щ. Из-за высокой осевой нагрузки (15,3 тс) паровозы серии Ш эксплуатировались лишь на отдельных железных дорогах Российской империи.